# Saison 2014-2015 de l'Union sportive Orléans Loiret football
Maillots
Chronologie
Saison précédente Saison suivante
La saison 2014-2015 de l'US Orléans est la première saison professionnelle du club depuis 1992. Le club participe aussi à la première fois de son histoire à la Coupe de la Ligue. Lors de l'avant-saison, la DNCG refuse la montée du club en Ligue 2. Après appel, le club est remis en Ligue 2.
L'équipe termine à la 18e place en Ligue 2 et se trouve par conséquent reléguée en National en fin de saison.

## Transferts
| Nom                | Nationalité | Transfert      | Provenance/Destination | Division               |
| Arrivées           | Arrivées    | Arrivées       | Arrivées               | Arrivées               |
| ------------------ | ----------- | -------------- | ---------------------- | ---------------------- |
| Tafsir Cherif      | Guinée      | Prêt           | AJ Auxerre             | Ligue 2                |
| Kévin Afougou      | France      | Libre          | -                      | -                      |
| Samir Benmeziane   | France      | Transfert      | Nîmes Olympique        | Ligue 2                |
| Gauthier Pinaud    | France      | Libre          | -                      | -                      |
| Robert Maah        | France      | Transfert      | CFR Cluj               | Liga I                 |
| Bruce Abdoulaye    | Congo       | Transfert      | Inter Bakou            | Unibank Premyer Liqası |
| Arnaud Balijon     | France      | Transfert      | FC Istres              | Ligue 2                |
| Guillaume Loriot   | France      | Transfert      | Fréjus-Saint-Raphaël   | National               |
| Luigi Glombard     | France      | Transfert      | Chamois niortais       | Ligue 2                |
| Départs            |             |                |                        |                        |
| Laurent Amiens     | France      | Prêt           | SO Romorantin          | CFA                    |
| Nadir Lamine       | France      | Retour de prêt | FC Istres              | National               |
| Pape N'Diasse Sarr | France      | Prêt           | Le Poiré-sur-Vie       | National               |
| Ibrahima Coulibaly | France      | Transfert      | USL Dunkerque          | National               |